# Bahnhof Berlin Bornholmer Straße

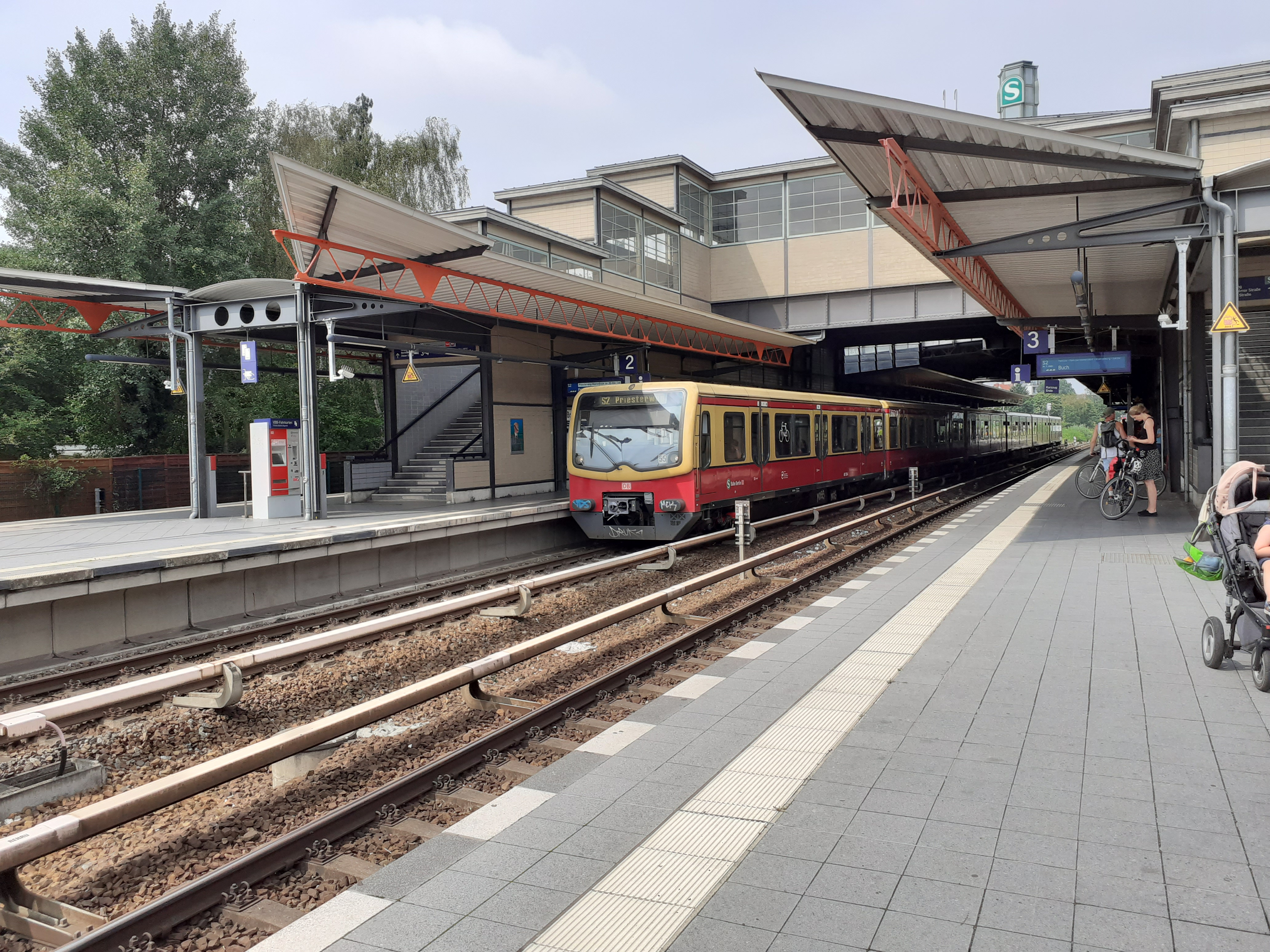
Bahnhof Bornholmer Straße

Der Bahnhof Bornholmer Straße ist ein Bahnhof der S-Bahn im Berliner Ortsteil Prenzlauer Berg des Bezirks Pankow. Er liegt an der Berliner Nordbahn und der Stettiner Bahn sowie einer Verbindungsstrecke zum Bahnhof Schönhauser Allee an der Berliner Ringbahn. Die Fahrgäste betreten ihn über beide Bürgersteige der Bösebrücke. Der Bahnhof wird täglich von etwa 60.000 Reisenden genutzt.

## Geschichte
Der Personenverkehr der Nordbahn, die 1877 ihren Betrieb aufgenommen hatte, wurde schon seit Ende des 19. Jahrhunderts zum Stettiner Bahnhof, dem Ausgangspunkt der bereits 1842 eröffneten Stettiner Bahn, geführt. Beide Strecken verzweigten sich nördlich der Bornholmer Straße, einen Bahnhof gab es in diesem Bereich jedoch lange Zeit nicht.
Am 1. Oktober 1935 wurde die nach Plänen des Reichsbahnarchitekten Richard Brademann errichtete Bahnstation Bornholmer Straße mit zwei Bahnsteigen dem Verkehr übergeben. In der Presse wurde der Bahnhof als „Berlins schönster Bahnhof“ bezeichnet; Brademann verwies darauf, dass der Bahnhof „auch repräsentieren müsse.“

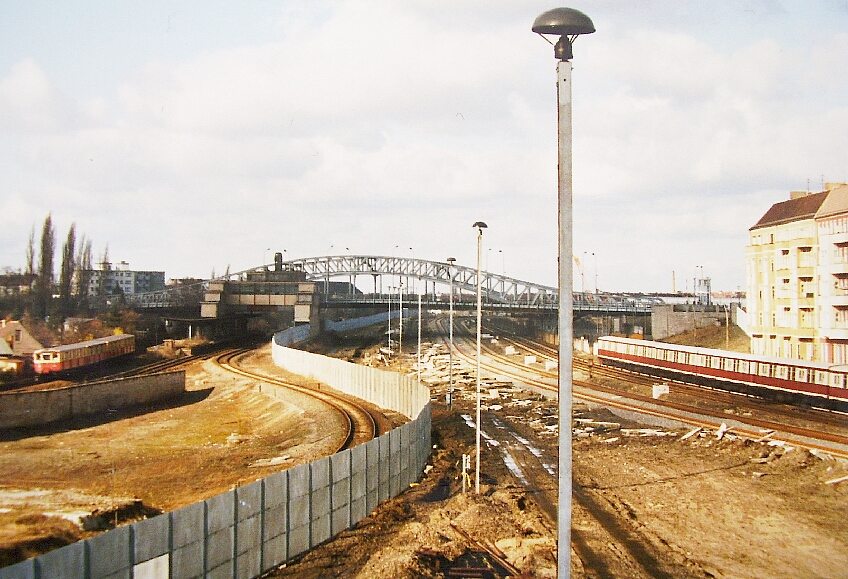
Getrennte Strecken (nach dem Mauerfall)

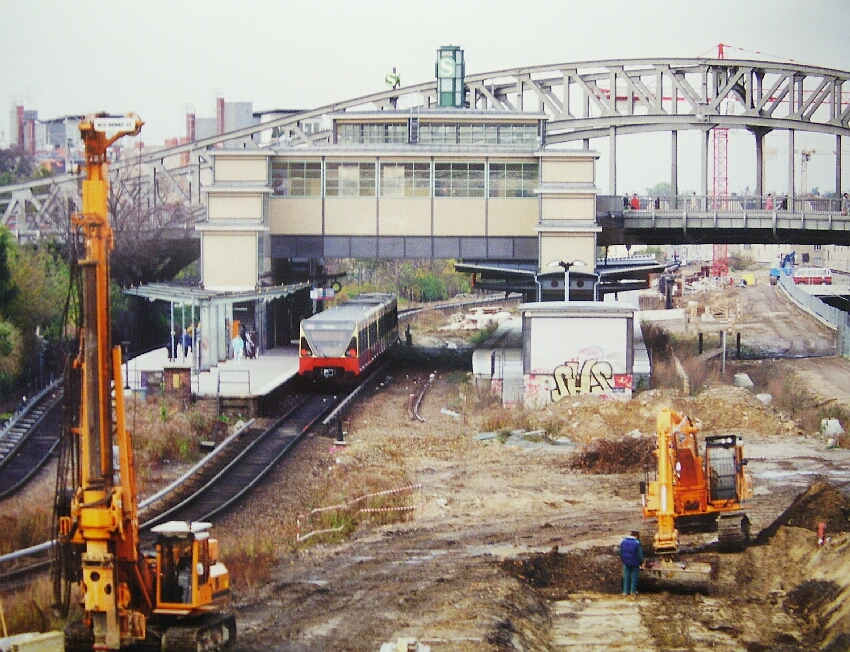
Umbau des Bahnhofs

Nach dem Zweiten Weltkrieg wurde Berlin geteilt. Die Sektorengrenze verlief quer über die Bösebrücke, wobei der darunter liegende Bahnhof mit seinen Eingängen zum Sowjetischen Sektor in Ost-Berlin gehörte. Etwa 40 Meter der Brücke und das Gelände darunter lagen im Französischen Sektor in West-Berlin. Um Reisende vom Ost-Berliner Teil der Berliner Ringbahn in Richtung Bahnhof Berlin-Pankow nicht mehr über den West-Berliner Umsteigebahnhof Gesundbrunnen zu führen, wurde ab Ende 1952 die für den Güterverkehr bestehende Verbindungskurve aus Richtung Schönhauser Allee für den S-Bahn-Betrieb elektrifiziert. Dieses Gleis führte östlich am Bahnhof Bornholmer Straße vorbei, die Züge der S-Bahn hielten dort nicht und verkehrten wegen des starken Güterverkehrs nur im 40-Minuten-Takt.
Der Bahnhof wurde beim Bau der Berliner Mauer am 13. August 1961 geschlossen. Die direkt am westlichen Gleis verlaufende Sektorengrenze markierte ein Drahtgitterzaun. Der West-Berliner Zugverkehr in Richtung Frohnau und Heiligensee wurde von nun an nur über die Gleise am westlichen Bahnsteig A abgewickelt, wobei die Züge nicht hielten. Ursprünglich war an ein Offenhalten für West-Berliner Reisende wie am ebenfalls auf Ost-Berliner Gebiet gelegenen Bahnhof Wollankstraße gedacht worden. Dazu kam es nicht und der Bahnhof wurde nicht genutzt. Er wird im weiteren Sinn zu den „Geisterbahnhöfen“ gezählt. Der Zugverkehr von Schönhauser Allee in Richtung Bernau und ab 1961 Oranienburg erfolgte über die Verbindungskurve von 1952, die von August bis Dezember 1961 zweigleisig neu verlegt und von den Ferngleisen getrennt worden war; dabei wurden die beiden Gleise im unmittelbaren Grenzgebiet 1984 von einer zusätzlichen Mauer begleitet. Der Berliner Volksmund nannte diese Verbindung „Ulbrichtkurve“.
Am 23. August 1962 erschoss unter der Brücke ein DDR-Transportpolizist seinen flüchtenden Kollegen Hans-Dieter Wesa, der dort bereits West-Berliner Gebiet erreicht hatte. 
Am östlichen Ende der Bösebrücke hatte die DDR den Grenzübergang Bornholmer Straße eingerichtet, der am 9. November 1989 zum Ort der Maueröffnung wurde. Nach der deutschen Wiedervereinigung wurde am 22. Dezember 1990 der Bahnsteig A wieder geöffnet. An der Ostkurve wurden am 5. August 1991 zunächst zwei provisorische Seitenbahnsteige errichtet, an denen die Züge in Richtung Bernau dann wieder hielten. Später wurde der Bahnhof umgebaut, sodass es jeweils einen Bahnsteig für die Züge in Nord-Süd und einen für die in Süd-Nord-Richtung gibt. Am 1. Dezember 1997 ging der wieder eröffnete Bahnsteig B für die Züge in Richtung Norden in Betrieb.

## Anlagen

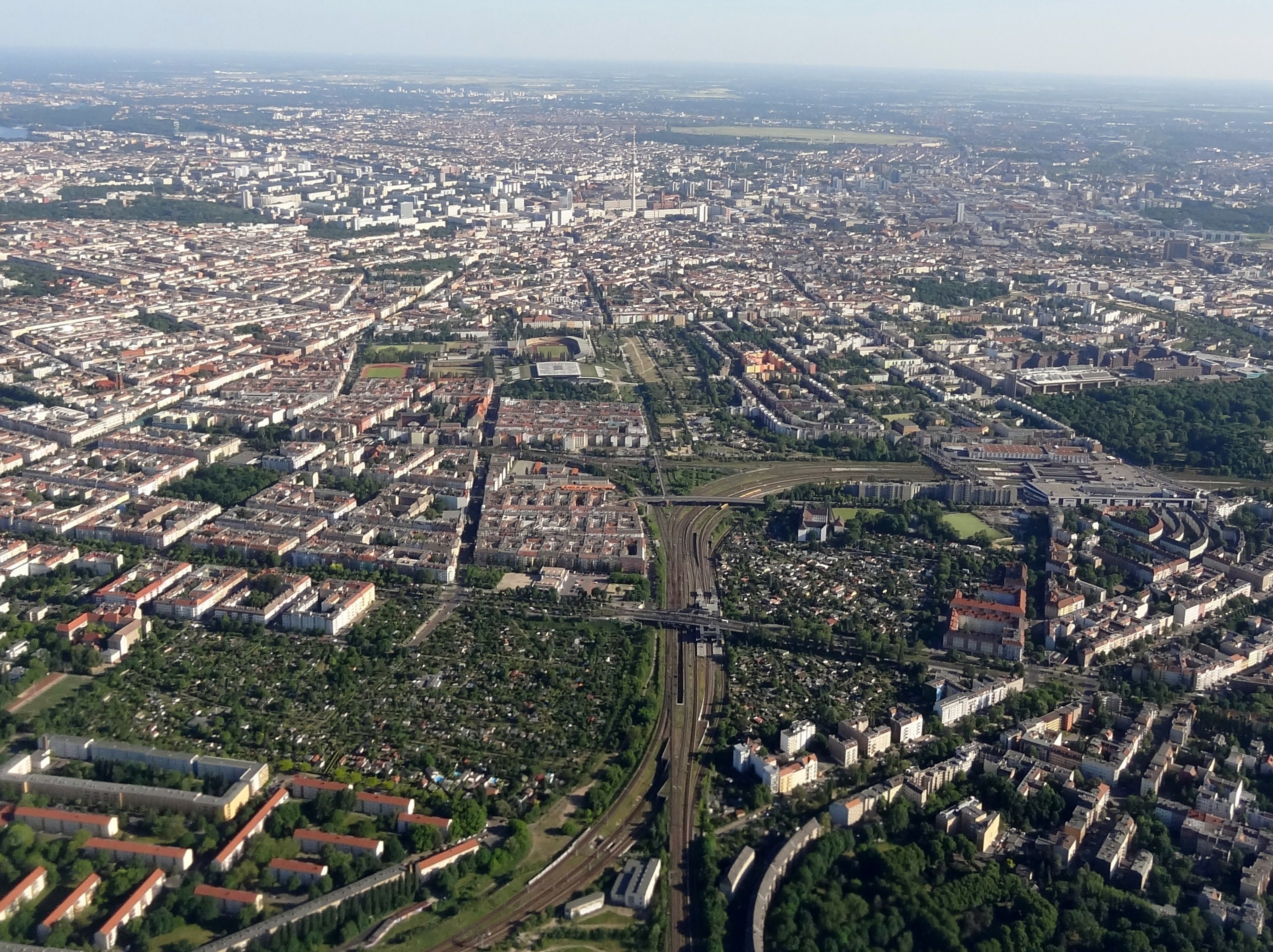
Luftbild des Bahnhofs vor der Verzweigung der Strecken zur Ringbahn

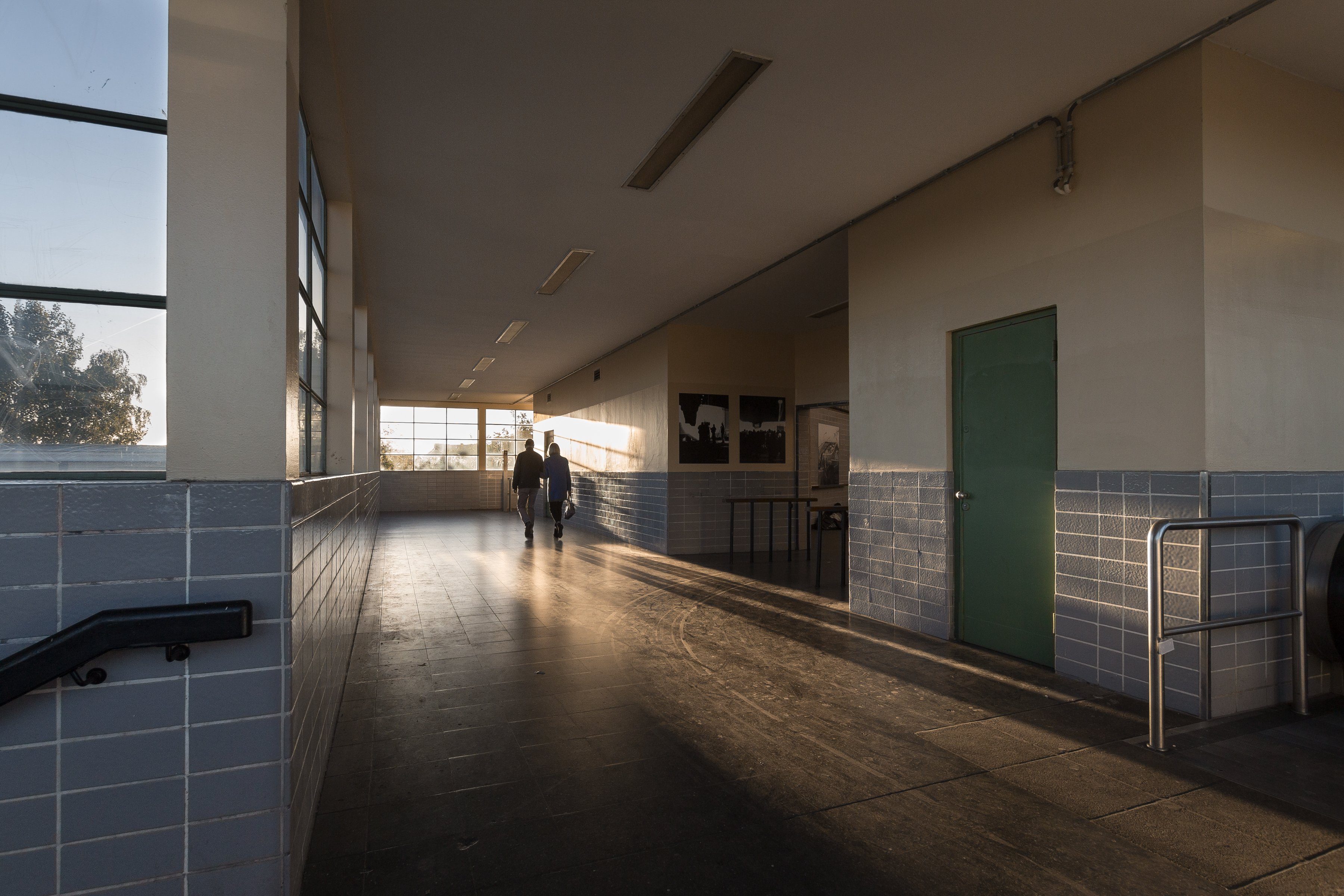
Innenansicht der Bahnhofs, 2018

Der Bahnhof wird von der Bösebrücke überspannt. Das Empfangsgebäude liegt als Reiterbahnhof auf Straßenniveau über den Gleisen. Das bungalowartige Gebäude besitzt einen fünfeckigen Überbau und einen kleinen Turm, der mit dem S-Bahn-Symbol geschmückt ist. Der Bahnhof bestand ursprünglich wie Baumschulenweg aus dem Seitenbahnsteig B für den Verkehr in Richtung Norden – es gab kein Gleis aus östlicher Richtung – und dem Mittelbahnsteig A in Richtung Süden. Heute bestehen die Bahnsteiganlagen aus zwei Inselbahnsteigen mit vier Gleisen, die im Richtungsbetrieb bedient werden. Der westliche Bahnsteig dient den Zügen von der Nordbahn und der Stettiner Bahn in Richtung Innenstadt beziehungsweise Ringbahn, der östliche den Zügen in entgegengesetzter Richtung.
Östlich der S-Bahn-Gleise verlaufen die Gleisanlagen der Fernbahn. Für die Fernbahn gibt es im Bereich Bornholmer Straße keine Bahnsteige.
Die von Richard Brademann erbauten Anlagen des Bahnhofs (Empfangsgebäude und Treppenzugänge) stehen heute unter Denkmalschutz.

## Anbindung
Der Bahnhof Bornholmer Straße ist neben dem Bahnhof Gesundbrunnen der Knotenpunkt für den nördlichen Berliner S-Bahn-Verkehr. Hier laufen die Linien aus Richtung Oranienburg (S1, S85) und Hennigsdorf (S25) sowie Bernau (S2) und Hohen Neuendorf (S26, S8) zusammen. Es bestehen Umsteigemöglichkeiten zu den Straßenbahnlinien M13 und 50 der BVG.
| Linie | Verlauf | Takt                                                                            |
| ----- | --- | ------------------------------------------------------------------------------- |
|       | Oranienburg – Lehnitz – Borgsdorf – Birkenwerder – Hohen Neuendorf – Frohnau – Hermsdorf – Waidmannslust – Wittenau (Wilhelmsruher Damm) – Wilhelmsruh – Schönholz – Wollankstraße – Bornholmer Straße – Gesundbrunnen – Humboldthain – Nordbahnhof – Oranienburger Straße – Friedrichstraße – Brandenburger Tor – Potsdamer Platz – Anhalter Bahnhof – Yorckstraße (Großgörschenstraße) – Julius-Leber-Brücke – Schöneberg – Friedenau – Feuerbachstraße – Rathaus Steglitz – Botanischer Garten – Lichterfelde West – Sundgauer Straße – Zehlendorf – Mexikoplatz – Schlachtensee – Nikolassee – Wannsee | 10 min (Abschnitt Oranienburg–Frohnau alle 20 min)                              |
|       | Bernau – Bernau-Friedenstal – Zepernick – Röntgental – Buch – Karow – Blankenburg – Pankow-Heinersdorf – Pankow – Bornholmer Straße – Gesundbrunnen – Humboldthain – Nordbahnhof – Oranienburger Straße – Friedrichstraße – Brandenburger Tor – Potsdamer Platz – Anhalter Bahnhof – Yorckstraße – Südkreuz – Priesterweg – Attilastraße – Marienfelde – Buckower Chaussee – Schichauweg – Lichtenrade – Mahlow – Blankenfelde | 10 min (Abschnitt Lichtenrade–Blankenfelde & Abschnitt Bernau–Buch alle 20 min) |
|       | Hennigsdorf – Heiligensee – Schulzendorf – Tegel – Eichborndamm – Karl-Bonhoeffer-Nervenklinik – Alt-Reinickendorf – Schönholz – Wollankstraße – Bornholmer Straße – Gesundbrunnen – Humboldthain – Nordbahnhof – Oranienburger Straße – Friedrichstraße – Brandenburger Tor – Potsdamer Platz – Anhalter Bahnhof – Yorckstraße – Südkreuz – Priesterweg – Südende – Lankwitz – Lichterfelde Ost – Osdorfer Straße – Lichterfelde Süd – Teltow Stadt | 20 min                                                                          |
|       | Blankenburg – Pankow-Heinersdorf – Pankow – Bornholmer Straße – Gesundbrunnen – Humboldthain – Nordbahnhof – Oranienburger Straße – Friedrichstraße – Brandenburger Tor – Potsdamer Platz – Anhalter Bahnhof – Yorckstraße – Südkreuz – Priesterweg – Südende – Lankwitz – Lichterfelde Ost – Osdorfer Straße – Lichterfelde Süd – Teltow Stadt | 20 min                                                                          |
|       | Birkenwerder – Hohen Neuendorf – Bergfelde – Schönfließ – Mühlenbeck-Mönchmühle – Blankenburg – Pankow-Heinersdorf – Pankow – Bornholmer Straße – Schönhauser Allee – Prenzlauer Allee – Greifswalder Straße – Landsberger Allee – Storkower Straße – Frankfurter Allee – Ostkreuz – Treptower Park – Plänterwald – Baumschulenweg – Schöneweide – Johannisthal – Adlershof – Grünau (– Eichwalde – Zeuthen – Wildau) | 20 min (Abschnitt Grünau–Zeuthen nur in der HVZ)                                |
|       | Frohnau – Hermsdorf – Waidmannslust – Wittenau (Wilhelmsruher Damm) – Wilhelmsruh – Schönholz – Wollankstraße – Bornholmer Straße – Schönhauser Allee – Prenzlauer Allee – Greifswalder Straße – Landsberger Allee – Storkower Straße – Frankfurter Allee – Ostkreuz – Treptower Park – Plänterwald – Baumschulenweg – Schöneweide (– Johannisthal – Adlershof – Grünau) | 20 min (Abschnitt Schöneweide–Grünau nur Mo–Fr)                                 |